# Lundtoft Kommune
| Strukturdaten | Strukturdaten           |
| ------------- | ----------------------- |
| Fläche        | 137,15 km² (2005)       |
| Einwohner     | 6.184 (2005)            |
| Homepage      | http://www.lundtoft.dk/ |

Lundtoft Kommune war eine Kommune im Sønderjyllands Amt (Nordschleswig), Dänemark. Sie entstand bei der Kommunalreform 1970 durch Zusammenlegung der Landgemeinden (dän.: Sogn) Kliplev, Felsted und Varnæs. Am 1. Januar 2007 wurde sie aufgelöst und Teil der Aabenraa Kommune.

## Geschichte
Im Mittelalter waren Kliplev und Felsted (nicht aber Varnæs, siehe dessen eigene Geschichte im Hauptartikel Varnæs) Teil einer Harde im Herzogtum Schleswig, die 1231 im Erdbuch des Königs Waldemar II. Kliplevharde hieß, bald aber nach dem kleinen Ort Lundtoft im Kirchspiel Kliplev benannt wurde. Kliplevs Kirche war ein wichtiger Wallfahrtsort. Zentrum der Harde war die Burg Søgård (Seegard). Diese geriet jedoch im 14. Jahrhundert in adeligen Besitz. Fast die gesamte Harde gehörte fortan zu einem Gutskomplex, der bis 1722 der größte in ganz Schleswig sein sollte. Die landesherrlich verbliebenen Reste der Lundtoftharde wurden trotz geografischer Entfernung dem Amt Tønder unterstellt, obwohl die landesherrlichen Burgen bei Flensburg, Aabenraa und Sønderborg wesentlich näher lagen.
Erst 1850 entstand die Lundtoftharde wieder als geschlossener Distrikt, dem drei Jahre später auch die letzten Güter eingegliedert wurden. Gleichzeitig kam sie zum Amt Aabenraa, das nach der Eroberung Schleswigs durch Preußen als Landkreis in unveränderten Grenzen fortbestehen durfte. 1871 wurde ganz Schleswig-Holstein in kleine Landgemeinden aufgeteilt.
Die Eingliederung Nordschleswigs in Dänemark 1920 führte zur Errichtung der Kirchspielsgemeinden. 1970 entstand die Kommune Lundtoft eher aus Verlegenheit aufgrund mangelnder Einigkeit der Nachbargemeinden. Aufgrund der seltsamen Form wird sie in Dänemark auch als Bananenkommune verspottet. Zwischen den Gemeinden Kliplev und Felsted besteht nämlich eine nur sehr schmale geografische Verbindung bei der heute unbedeutenden Ortschaft Lundtoft, während Varnæs als östliches Anhängsel an Felsted erscheint. Aufgrund der Lage und der Tradition als altes Hardeszentrum wurde die uneinheitlich geformte Kommune nach Lundtoft benannt, das Rathaus kam jedoch nach Felsted.

## Wirtschaft und Verkehr
Bei Kliplev führt die Autobahn E 45 vorbei, die hier an der wichtigen Ost-West-Landstraße Tinglev-Sønderborg eine Anschlussstelle hat. Durch Lundtoft und Søgård führt die Landstraße Flensburg-Aabenraa.
Die Bahnstrecke Sønderborg–Tinglev von Tinglev nach Sønderborg ist eingleisig und elektrifiziert. Es verkehren direkte Intercity-Verbindungen im Zweistundentakt nach Odense und Kopenhagen. Während der Bahnhof in Kliplev gut angebunden ist, sind die Stationen in Bjerndrup und Lundtoft seit 1974 stillgelegt. Die Apenrader Kreisbahn, welche die beiden östlichen Gemeinden angebunden hatte, besteht seit 1926 nicht mehr.